# Ronald Araújo
Ronald Federico Araújo da Silva (Rivera, 1999. március 7. –) uruguayi válogatott labdarúgó; középpályás. A La Ligában szereplő FC Barcelona játékosa.

## Pályafutása
Riverában született, szülővárosában kezdte meg a karrierjét a Huracán de Rivera csapatában, majd csatlakozott a CA Rentistas akadémiájához, ebben a csapatban játszott először profi labdarúgóként, a Tacuarembó FC elleni másodosztályú 1–1-es mérkőzésen 2016. szeptember 24-én.

### Klubcsapatban

#### FC Barcelona/B
2018. augusztus 29-én leigazolta a klub, először a B csapatba került.
Október 20-án nevezték először a B csapatban, a Villarreal B elleni mérkőzésen. 
Majd 8 nappal később, az RCD Espanyol B ellen kezdőként debütált, és 70 percet játszott az 1–0-ra elvesztett találkozón. 
Az első találatát december 1-jén jegyezte a Valencia B csapata elleni 2–2-es mérkőzésen. 
2020. március 1-jén játszotta a legutolsó mérkőzését a tartalékcsapatban. Az Orihuela CF elleni vendégbeli 0–0-ás találkozón. 
2019. október 6-án Ernesto Valverde nevezte először a felnőtt csapatban, majd Jean-Clair Todibo helyére a 73. percben pályára küldte a Sevilla elleni bajnoki összecsapáson. A 88. percben Javier Hernández-t buktatta majd egyből kiállította a játékvezető.
2020. október 6-án hivatalosan a felnőtt csapat játékosa lett, az új mezszáma a 4-es lett, amit hat éven keresztül a horvát Ivan Rakitić viselt.

#### 2020–21
Szeptember 27-én a csapat szezonbeli első tétmérkőzésén nem kapott játéklehetőséget.
Majd a második forduló, Celta Vigo elleni vendégbeli találkozón, az első félidő végén Antoine Griezmann-t váltotta, a mérkőzés 0–3-s győzelemmel végződött.
A következő mérkőzése október 20-án a Bajnokok ligája csoportkörének első mérkőzésén volt a Ferencváros ellen, csereként Philippe Coutinho helyére érkezett az utolsó 20 percre. Ez volt élete első BL mérkőzése.
A Real Madrid elleni El Clásicon nem kapott játéklehetőséget. De a BL forduló második összecsapásán, október 28-án a Juventus elleni vendégbeli 0–2-s mérkőzésén kezdőként 45 percet kapott. Ezen összecsapáson izmosérülést szenvedett. 
Több mint egy hónappal tért vissza a Juventus elleni visszavágó mérkőzésen. 
December 19-én jegyezte első gólját, egy 2–2-s Valencia elleni hazai találkozón.
2021. január 21-én debütált a spanyol kupasorozatban, a UE Cornellà elleni 0–2-s idegenbeli mérkőzésen.
Majd április 17-én spanyol kupagyőztes lett, mivel a döntőben 4–0-s győzelmet arattak az Athletic Bilbao ellen.
November 20-án 50. alkalommal lépett pályára a Barca színeiben, az RCD Espanyol elleni 1–0-ra nyert Katalán derbin.
2022. május 10-én a Celta Vigo elleni bajnokin agyrázkódást szenvedett, miután csapattársával Gavival ütközött, majd néhány lépés után összeesett és elvesztette eszméletét közel 10 perc után mentő vitte el a helyszínről.
A csapat a következőt közölte Ronaldról; Első csapatunk játékosa, Ronald Araújo kivizsgálása jó eredményeket hozott, így kiengedték a kórházból. Állapotának további javultával lesz majd bevethető.

#### 2022–napjainkig
A szezon első tétmérkőzését a Rayo Vallecano elleni gólnélküli bajnokin játszotta a nyitófordulóban, szeptember 13-án lépett pályára a Bajnokok Ligájában a Bayern München elleni 2–0-ra elvesztett idegenbeli mérkőzésen. 
2023. január 4-én góllal mutatkozott be a spanyol kupában a CF Intercity elleni 4–3-ra megnyert találkozón, az első találatot szerezte a 4. percben. Január 12-én bemutatkozott a spanyol szuperkupa elődöntőjében a Real Betis ellen, három nap múlva, 3–1-re legyőzték a Real Madrid együttesét a döntőben. Február 1-jén a bajnokság 17. meccsnapján gólpasszt adott a Real Betis otthonában, amit Robert Lewandowski váltott gólra a 80. percben.
Február 16-án pályára lépett az Európa Liga kieséses szakaszában, a Manchester United elleni 2–2-s találkozón, a következő heti visszavágón játszotta 100. mérkőzését, február 23-án idegenbeli környezetben a Manchester United elleni 2–1-re zárult összecsapáson.
2025. január 23-án szerződéshosszabbítást írt alá a Barcelonával 2031-ig.[forrás?]

### A válogatottban

#### Uruguay
2020. október 2-án Óscar Tabárez a válogatott akkori szövetségi kapitánya, beválogatta a 2022-es VB-selejtező 1-2. mérkőzéseire.
A chilei mérkőzésen nem kapott játéklehetőséget, de a soron következő Ecuador elleni találkozón kezdőként debütált az idegenbeli 4–2-s mérkőzésen. Október 13-án.
2022. november 10-én Diego Alonso behívta a csapat 26-fős keretébe a 2022-es katari világbajnokságra.

## Statisztika
2023.október 4-i állapot szerint.
| Klub             | Szezon           | Bajnokság          | Bajnokság | Bajnokság | Kupa  | Kupa  | Nemzetközi | Nemzetközi | Egyéb | Egyéb | Összesen | Összesen |
| Klub             | Szezon           | Liga               | Mérk.     | Gólok     | Mérk. | Gólok | Mérk.      | Gólok      | Mérk. | Gólok | Mérk.    | Gólok    |
| ---------------- | ---------------- | ------------------ | --------- | --------- | ----- | ----- | ---------- | ---------- | ----- | ----- | -------- | -------- |
| Rentistas        | 2016             | Segunda División   | 3         | 1         | —     | —     | —          | —          | —     | —     | 3        | 1        |
| Rentistas        | 2017             | Segunda División   | 14        | 6         | —     | —     | —          | —          | —     | —     | 14       | 6        |
| Rentistas        | Összesen         | Összesen           | 17        | 7         | —     | —     | —          | —          | —     | —     | 17       | 7        |
| Boston River     | 2017             | Primera División   | 9         | 0         | —     | —     | —          | —          | —     | —     | 9        | 0        |
| Boston River     | 2018             | Primera División   | 18        | 0         | —     | —     | 4          | 0          | —     | —     | 22       | 0        |
| Boston River     | Összesen         | Összesen           | 27        | 0         | —     | —     | 4          | 0          | —     | —     | 31       | 0        |
| Barcelona B      | 2018/19          | Segunda División B | 22        | 3         | —     | —     | —          | —          | —     | —     | 22       | 3        |
| Barcelona B      | 2019/20          | Segunda División B | 20        | 3         | —     | —     | —          | —          | 2     | 0     | 22       | 3        |
| Barcelona B      | Összesen         | Összesen           | 42        | 6         | —     | —     | —          | —          | 2     | 0     | 44       | 6        |
| Barcelona        | 2019/20          | La Liga            | 6         | 0         | 0     | 0     | 0          | 0          | 0     | 0     | 6        | 0        |
| Barcelona        | 2020/21          | La Liga            | 24        | 2         | 4     | 0     | 3          | 0          | 2     | 0     | 33       | 2        |
| Barcelona        | 2021/22          | La Liga            | 30        | 4         | 2     | 0     | 10         | 0          | 1     | 0     | 43       | 4        |
| Barcelona        | 2022/23          | La Liga            | 22        | 0         | 4     | 1     | 3          | 0          | 2     | 0     | 31       | 1        |
| Barcelona        | 2023/24          | La Liga            | 25        | 1         | 2     | 0     | 8          | 0          | 2     | 0     | 37       | 1        |
| Barcelona        | 2024/25          | La Liga            | 1         | 0         | 2     | 0     | 1          | 0          | 1     | 0     | 5        | 0        |
| Barcelona        | Összesen         | Összesen           | 108       | 7         | 14    | 1     | 25         | 0          | 8     | 0     | 155      | 8        |
| KARRIER ÖSSZESEN | KARRIER ÖSSZESEN | KARRIER ÖSSZESEN   | 194       | 20        | 14    | 1     | 29         | 0          | 9     | 0     | 246      | 21       |

1. ↑  Mérkőzése(i) a Copa Sudamericana-ban.
2. ↑  Mérkőzése(i) a Segunda División B play-offs-ban.
3. 1 2 3  Mérkőzése(i) a Bajnokok Ligájában.
4. 1 2 3 4 5  Mérkőzése(i) a Supercopa-ban
5. ↑  A Bajnokok Ligájában és az Európa Ligában ötször lépett pályára.
6. ↑  A(z) Bajnokok Ligájában: egyszer és a(z) Európa Ligában: kétszer lépett pályára

### A válogatottban
2022. november 11-i állapot szerint.
| Uruguay  | Uruguay | Uruguay |
| Év       | Mérk.   | Gólok   |
| -------- | ------- | ------- |
| 2020     | 1       | 0       |
| 2021     | 4       | 0       |
| 2022     | 7       | 0       |
| 2023     | 4       | 1       |
| 2024     | 4       | 0       |
| Összesen | 12      | 0       |

## Sikerei, díjai

### Klub
- Barcelona
  - Copa del Rey: 2020/21
  - Supercopa: 2022/23, 2024/25
  - La Liga: 2022/23